# 合理使用

Fandom上的合理使用徽章

合理使用（英語：Fair use），是著作權法的一个概念，允许人们於某些情況下，无需征求著作權所有者的同意，就可以使用受著作權保护的部分内容。“合理使用”这个概念在美国等许多国家的著作权法中都存在。合理使用试图在著作權所有人的利益和公众利益之间取得平衡，在兼顾原创者利益的同时又鼓励新的创造。
合理使用是一种制作未经授权的复制品，以用作一定的保护性的目的的权利。主要包括学术上的使用、教育、写报道、或者写评论。但是这也有一些限定条件，就是所使用的部分相对于该作品的总篇幅来说较短，而且不会有损于该作品的拥有人的经济利益。
国际上对合理使用的判定大体上依据的是“三步检验标准”：
1. 必须限于某种特殊情况
2. 不得与受保护的作品或者版权持有人的正常利用相抵触
3. 不得损害作者的合法利益

## 各国家或地区的具体法律规定（部分）

### 美国法律中的合理使用
合理使用的概念起源于1790年制定的第一部美國版權法。现行美国版权法（17 USC）中有关合理使用的部分摘录如下（§ 107）：
在第106条和106A之规定外，对一受著作权保护作品的合理使用，无论是通过复制、录音或其他任何上述规定中所提到的手段，以用作批评、评论、新闻报道、教学（包括在课堂上分发多份拷贝）、学术交流或研究之目的，不属于侵权。

### 中華民國法律中的合理使用
民國十七年（1928年）首次制定。現行中華民國《著作權法》第四十四條至第六十五條規定了著作財產權的限制，除了第六十五條規定合理使用的判斷標準外，第六十五條前各條規定需在合理範圍內得使用，而著作財產權人之權利受限制的各種狀況，是屬於廣義範圍中的合理使用概念。

### 中华人民共和国法律中的合理使用
《中华人民共和国著作权法》第二十四条界定了合理使用；《信息网络传播权保护条例》规定了通过信息网络合理使用他人作品的规定。

## 大眾對於合理使用的認知錯誤
在 YouTube 上，最常見的錯誤是在自己影片中使用他人內容，然後在影片註釋中打上「我並沒有擁有該內容的版權，內容版權屬於該內容的擁有者」來以防版權糾紛。許多人以為這樣做，就可以達到所謂的合理使用，但事實並不盡然。為此，YouTube也提醒了此种行为也是違反合理使用原則。

## 延伸閱讀
- Depoorter, Ben; Parisi, Francesco.  (PDF). International Review of Law and Economics. 2002, 21 (4): 453–473  [2017-11-20]. doi:10.1016/S0144-8188(01)00071-0. （原始内容 (PDF)存档于2006-09-14）.
- Gordon, Wendy J. . Columbia Law Review. 1982, 82 (8): 1600–1657. JSTOR 1122296. doi:10.2307/1122296.
- United States. Congress. House of Representatives (2014). The Scope of Fair Use: Hearing Before the Subcommittee on Courts, Intellectual Property, and the Internet of the Committee on the Judiciary, House of Representatives, One Hundred Thirteenth Congress, Second Session, January 28, 2014.